# Wilhelm Felgentraeger
Wilhelm Felgentraeger (* 19. Januar 1899 in Berlin; † 20. Oktober 1980 in Hamburg) war ein deutscher Rechtswissenschaftler und langjähriger Präsident des Deutschen Hochschulverbandes.

## Leben
Wilhelm Felgentraeger wurde als Sohn von Wilhelm Felgentraeger sen., Präsident der Reichsanstalt für Maß und Gewicht geboren und besuchte das Gymnasium von 1909 bis 1917. Es folgte nach dem Schulbesuch der Kriegsdienst im Ersten Weltkrieg, wobei er schwer verwundet wurde. Von 1918 bis 1922 studierte Felgentraeger Maschinenbau an der TH Charlottenburg. Wegen der Folgen seiner Kriegsverwundung brach er das Studium ab und begann ein Jurastudium, das er in Berlin und Göttingen absolvierte. 1926 wurde er promoviert und legte das erste juristische Staatsexamen ab. Er war dann von 1926 bis 1929 Gerichtsreferendar in Celle sowie Fakultätsassistent in Göttingen. 1929 folgte das zweite juristische Staatsexamen. 1930 schloss er die Habilitation an der Universität Freiburg/Br. ab und wurde dort im selben Jahr Privatdozent für Römisches Zivilrecht. Ähnlich wie bei Franz Wieacker, waren Felgentraegers Arbeiten von Fritz Pringsheim und über ihn von Ludwig Mitteis beeinflusst. In Freiburg wurde er 1934 außerordentlicher und 1935 ordentlicher Professor. Als Kanzler der Universität war er zeitweise zugleich Leiter von Studentenwerk und Akademischem Auslandsamt. Er wurde 1934 Mitglied der Akademie für Deutsches Recht und hatte dort einen Lehrstuhl inne und war Sekretär der Klasse I. 1936 erfolgte der Ruf an die Universität Marburg und 1940 nach Breslau. Am 5. Juli 1937 beantragte Felgentraeger die Aufnahme in die NSDAP und wurde rückwirkend zum 1. Mai desselben Jahres aufgenommen (Mitgliedsnummer 5.438.497).
1945 floh er vor der Roten Armee und wurde Lehrbeauftragter in Göttingen. 1949 wurde er Ordinarius für Römisches und Deutsches Bürgerliches Recht an der Universität Hamburg. Die Emeritierung in Hamburg erfolgte 1967. Felgentraeger war von 1950 bis 1969 Präsident des Deutschen Hochschulverbandes. 1957 wurde er zum Ehrensenator der Universität Freiburg ernannt.

## Publikationen
- Friedrich Carl v. Savignys Einfluss auf die Übereignungslehre, Verlag A. Deichert, Leipzig 1927.
- Antikes Lösungsrecht (= Romanistische Beiträge zur Rechtsgeschichte, H. 6), De Gruyter, 1933.